# Stanisław Ponikło
Stanisław Ponikło (ur. 29 kwietnia 1854 w Nowym Sączu, zm. 21 lutego 1915 w Wiedniu) – polski lekarz internista.

## Życiorys
W 1876 ukończył studia medyczne w Collegium Medicum Uniwersytetu Jagiellońskiego, gdzie w 1877 uzyskał stopień doktora medycyny. Był asystentem zakładu anatomii patologicznej i kliniki lekarskiej. Pełnił funkcję lekarza powiatowego. Publikował prace medyczny, po czym otrzymał veniam legendi na macierzystym wydziale UJ i jako profesor nadzwyczajny był wykładowcą od 1895 do 1908. Od 1893 przez 14 lat był dyrektorem Krajowego Szpitala Św. Łazarza w Krakowie. W tym czasie dokonał rozwinięcia tego zakładu. Z początkiem roku 1908 ustąpił ze stanowiska dyrektora.
Był radnym miejskim w Krakowie, zasiadał w wydziałach towarzystw. Był członkiem wydziału i wiceprezesem Towarzystwa Tatrzańskiego, którego został członkiem honorowym. Odegrał rolę w sporze o Morskie Oko z Węgrami.